# Cheap Monday

Logo Cheap Monday gốc do Vår thiết kế.

Cheap Monday là một nhãn hiệu quần áo của Thụy Điển. Thành lập vào năm 2000 bởi Örjan Andersson và Adam Friberg, lúc đầu là một cửa hàng quần áo cũ, đặt tại vùng ngoại ô Stockholm. Quần áo bắt đầu được bán từ ngày 10 tháng 3, 2004, và 
từ lúc đó chỉ có một cửa hàng mang tên Weekday. Nguồn gốc của tên này bắt nguồn từ việc cửa hàng chỉ mở cửa vào các ngày chủ nhật.  Nhãn hiệu này được biết đến với các thiết kế mang phong cách riêng, và mở rộng các mặt hàng bắt đầu từ jeans cho đến sneaker, flannel, và sơ mi. Giám đốc sáng tạo hiện tại là Ann-Sofie Back.

## Mua lại
Ngày 6 tháng 3, năm 2008 có thông cáo rằng H & M Hennes & Mauritz AB (H&M) sẽ mua Fabric Scandinavien AB, nhà sản xuất quần jeans Cheap Monday và là công ty điều hành cửa hàng Weekday. H&M mua 60% Fabric Scandinavien với giá 564 triệu krona (US$92 triệu đô vào thời đó) từ các nhà sáng lập: Adam Friberg, Lars Karlsson, Örjan Andersson và Linda Friberg. H&M có "khả năng/bắt buộc mua các cổ phần còn lại của công ty trong vòng từ 3 đến 5 năm."